# Kisléta
Kisléta is een plaats (község) en gemeente in het Hongaarse comitaat Szabolcs-Szatmár-Bereg. Kisléta telt 1950 inwoners (2001).